# خلية جذعية بالغة
الخلية الجذعية البالغة (بالإنجليزية: Adult Stem Cells)‏ هي أحد أنواع الخلايا الجذعية التي لها القدرة على الانقسام والتمايز إلى خلايا مختلفة. على عكس الخلايا الجذعية الجنينية، يمكن الحصول على الخلايا الجذعية البالغة من أنسجة الإنسان البالغ أو الأطفال وليس من الأجنة.
تختلف الخلايا الجذعية البالغة عن الخلايا الجذعية الجنينية بقدرة خلاياها على التمايز لمجموعة معينة من الخلايا وذلك بحسب النسيج الذي أخذت منه فمثلا الخلايا الجذعية المكونة للدم تستطيع التمايز إلى أحد خلايا الدم.
هناك عدة أنواع للخلايا الجذعية البالغة:
- خلية جذعية مكونة للدم.
- خلية جذعية متعلقة باللحمة المتوسطة.
- خلية جذعية عصبية

## الخلايا الجذعية البالغة
تعتبر خلايا جذعية، من ناحية قدرتها على الانقسام والتمايز لعدة أنماط خلوية، وهي بالغة لانها تختلف عن الجنينية بحكم كونها غير قادرة على إعطاء كل الأنماط الخلوية في الجسم البشري، لم يثبت قدرتها على إعطاء أنماط خلوية ناتجة من الطبقى الداخلية الوسطى endoderm.هي خلايا غير متمايزة، تتواجد في النسج المختلفة، تعطي خلايا من نفس الأنماط الخلوية لهذه النسج <في التجارب المخبرية تعطي خلايا من أنماط خلوية لنسج أخرى>، ووظيفتها هي المحافظة والترميم للنسيج الذي توجد فيها، عبر تعويض الخلايا الميتة أو المصابة.
تتواجد هذه الخلايا في كل الانسجة في جسم الإنسان أو الحيوان، (في النبات تتواجد تحت تسميات أخرى)، والكثير من الباحثين عبر العالم يعملون على إيجاد التطبيقات العلاجية المناسبة لها، وهناك تجارب طبية على البشر، تم فيها معالجة بعض الأمراض تماماً عبر هذه الخلايا، خاصة أمراض الدم، أيضاً المثال السهل لهذه الخلايا هو الجلد، فعندما نتعرض لجرح بسيط، نلاحظ بعد أيام زوال الندبة المتشكلة من الجرح، ذلك حدث بسبب ان الخلايا القاعدية في طبقة الجلد، هي خلايا جذعية بالغة، تجدد طبقة الجلد بانتظام، في حال كان الجرح غائرا، وبنتيجته يتخرب جزء من هذه الطبقة، فإن الندبة ستبقى آثارها واضحة، تماما كما هو الحال في أثر العمليات الجراحية.
بعض العلماء يفضلون استخدام الخلايا الجذعية الجسمية بدلا من البالغة،somatic stem cell، أما مصدر هذه الخلايا غير معروف بدقة حتى الآن.
أشهر الخلايا الجذعية البالغة، وأكثرها استخداما، هي تلك المشتقة من نقي العظم، حيث كونها أول ما تم اكتشافه من هذا النمط من الخلايا.
في نقي العظم وجد نوعان من هذه الخلايا على الأقل:
الأول: الخلايا الجذعية المكونة للدم hematopoietic stem cells، وهي قادرة على تشكيل كل الخلايا الدموية في الجسم، وهي التي تستخدم في علاج أمراض الدم عبر عمليات نقل العظم transplantation.
الثاني: خلايا نقي العظم الضامة bone marrow stromal cells، وهي خليط من الخلايا التي ينتج هنها، خلايا عظمية، أو غضروفية، أو ليفية للنسج الضامة، هذا النمط من الخلايا هو الذي يجري استخدامه بشكل واسع في التجارب المخبرية.

## الخصائص
تختص الخلايا الجذعية بميزتين وهما:
- القدرة على التجدد الذاتي والحفاظ على حالتها بعد المرور بمراحل عديدة من انقسام الخلية.
- كونها خلايا جذعية متعددة الإمكانات أي لديها القدرة على التمايز إلى سلالات مختلفة من الخلايا (مثل الخلايا الغروية والعصبية) وذلك بعكس الخلايا الجذعية وحيدة القدرة المختصة بتكوين نوع محدد من الخلايا. إلا أن بعض الباحثين لا يعتبرون تعدد الإمكانات في الخلية أمرا مهما ويعتقدون بوجود خلايا جذعية متجددة وحيدة القدرة.

يمكن توضيح هذه الخصائص بسهولة في المختبر وذلك عن طريق الاستنساخ العلاجي لتكوين سلالة خلية واحدة. ولكن من المعروف أن زراعة الخلايا في المختبر قد يغير من سلوك الخلايا. قد يصعب إثبات أن مجموعة ثانوية من الخلايا تمتلك خصائص الخلايا الجذعية في المختبر لذلك يختلف العلماء في موضوع وجود الخلايا الجذعية لدى البالغين.

### السلالة
لضمان التجديد الذاتي تمر الخلايا الجذعية بنوعين من الانقسام الخلوي (انظر إلى الرسم البياني لانقسام الخلايا الجذعية والفروقات بينها). ينتج عن الانقسام المتساوي نوعين متشابهين من خلايا الوليدة التي تمتلك خصائص الخلايا الجذعية، بينما ينتج عن الانقسام غير المتساوي خلية جذعية واحدة وخلية سلفية ذات قدرة محدودة على التجدد الذاتي. تمر الخلايا السلفية (progenitors) بمراحل عديدة من الانقسام الخلوي وذلك قبل أن تتمايز وتصبح خلية بالغة. يعتقد العلماء بأن الفروقات الجزيئية بين الانقسام المتساوي وغير المتساوي تكمن في اختلاف طرق فصل الغشاء البروتيني في الخلايا الوليدة.

### مقاومة الأدوية المتعددة
تشمل الخلايا الجذعية البالغة على نواقل ثلاثي فوسفات الادينوسين (ATP-binding cassette transporter) التي تضخ مجموعة متنوعة من الجزيئات العضوية إلى خارج الخلية. كما يتم تصدير عدد من المنتجات الصيدلانية التي تحتوي على نواقل تمنح الخلية مقامة متعددة للأدوية، وهذا الأمر يعقد تركيب الأدوية كما هو الحال في العقاقير التي تستهدف الخلايا الجذعية العصبية عند علاج الاكتئاب.

### المسارات الجينية
تركز أبحاث الخلايا الجذعية البالغة على كشف الآلية الجزيئية العامة للخلية التي تتحكم بخاصية التجديد الذاتي والتمايز.
- جين نوتش (Notch) 
عرف علماء الأحياء المسار الخلوي نوتش (Notch pathway) منذ عقود، كما ثبت أن دوره في السيطرة على تكاثر الخلايا الجذعية يشمل أنواعا عديدة منها الخلايا الجذعية المكونة للدم والخلايا الجذعية العصبية إضافة إلى الخلايا الجذعية الثديية.
- جين دبليو أن (Wnt)

تعد هذه المسارات الجينية من المسارات المنظمة لنمو الخلايا الجذعية.
- عامل النمو الاستحالي بيتا (TGFβ)

### المرونة أو تعدد قدرات الخلية الجذعية البالغة
أظهرت الدراسات التي أجريت في السنوات الأخيرة أن للخلايا الجذعية البالغة القدرة على التمايز إلى أنواع عديدة من الخلايا حتى مع اختلاف الطبقات المنبتة. فعلى سبيل المثال، يمكن للخلايا الجذعية العصبية في الدماغ والمأخوذة من الاكتوديرم التمايز إلى اكتوديرم وميزوديرم واندوديرم. كما يمكن للخلايا الجذعية في النخاع العظمي والمأخوذة من الميزوديرم التمايز إلى خلايا مكونة للكبد والرئة القناة الهضمية والجلد. يشار إلى هذه الظاهرة بالمرونة أو مرحلة ما بعد التمايز (transdifferentiation) التي يمكن تعزيزها من خلال تعديل الوسط الذي تنمو فيه الخلية الجذعية عند زراعتها في المختبر أو على عضو آخر في الجسم يختلف عن تلك التي أخذت منه. على الصعيد الفسيولوجي والعلاجي، لم يجمع العلماء بعد على مدى انتشار خاصية تعدد القدرات في الخلية الجذعية فقد أظهرت الأبحاث التي أجريت مؤخرا أن هذه الخاصية قد توجد في الأنسجة البالغة التي تكون في حالة سبات. تسمى هذه الخلايا «بالخلايا الصغيرة جدا الشبيهة بالخلايا الجذعية الجنينية» ("very small embryonic like -"VSEL) تظهر فيها خاصية تعدد القدرات في المختبر. وبما أن الخلايا الشبيهة بالخلايا الجذعية الجنينية موجودة في جميع الأنسجة البالغة ومن ضمنها الرئتين والدماغ والكليتين والعضلات والبنكرياس فإن فصل الخلايا الشبيهة بالخلايا الجذعية الجنينية مع مجموعة من الخلايا الجذعية الأخرى قد يوضح خاصية تعدد القدرات في الخلايا الجذعية البالغة.

## الأنواع

### الخلايا الجذعية المكونة للدم
توجد الخلايا الجذعية المكونة للدم في النخاع العظمي حيث تكون جميع أنواع خلايا الدم.

### الخلايا الجذعية الثديية
تعد الخلايا الجذعية الثديية مصدر نمو خلايا الغدة الثديية خلال فترة البلوغ والحمل، كما تلعب دورا هاما عند الإصابة بسرطان الثدي. تم عزل الخلايا الجذعية الثديية عند الإنسان والفئران فثبت أن الخلية الواحدة يمكنها أن تكون خلايا الغدة الثديية المبطنة والسطحية التي أظهرت قدرتها على تكوين عضو كامل في الفئران.

### الخلايا جذعية اللحمية المتوسطية
تعد الأنسجة مصدر نشوء الخلايا الجذعية اللحمية المتوسطية حيث يمكنها التمايز إلى أنواع عديدة منها. تم عزل الخلايا الجذعية اللحمية المتوسطية من المشيمة والأنسجة الدهنية والرئة والنخاع العظمي والدم وسائل الحبل السري إضافة إلى الأسنان. يستقطب هذا النوع من الخلايا اهتمام الباحثين في مجال العلاج الإكلينيكي نظراً لقدرتها على التمايز وتوفير الدعم الغذائي وتنظيم استجابة الجهاز المناعي.

### الخلايا الجذعية البطانية
تعد الخلايا الجذعية البطانية أحد الأنواع الثلاث للخلايا الجذعية المتعددة القدرات الموجودة في النخاع العظمي، كما أنها مجموعة نادرة ومثيرة للجدل ذات قدرة على التمايز إلى خلايا بطانية أي الخلايا التي تبطن الأوعية الدموية.

### الخلايا الجذعية العصبية
تبين وجود الخلايا الجذعية في أدمغة البالغين عقب اكتشاف استمرارية تكون خلايا عصبية جديدة في مرحلة البلوغ لدى الفئران، وقد تم الكشف عن وجود هذه الخلايا في أدمغة الثديات البالغة لأول مرة عام 1967. ومنذ ذلك الحين، أثبتت ولادة خلايا عصبية جديدة في الفئران البالغة وطيور الطنان والثديات التي من ضمنها الإنسان. تنحصر ولادة الخلايا العصبية الجديدة البالغة في منطقتين من الدماغ وهما المناطق تحت البطينية التي تبطن البطينين الجانبيين والتلفيفة المسننة لقرن آمون. وعلى الرغم من إثبات وجود الخلايا العصبية الجديدة في قرن آمون لا يزال وجود خلايا جذعية ذات قدرة على التجديد الذاتي موضع نقاش. وفي ظل ظروف معينة كتلك التي تعقب تلف الأنسجة نتيجة للإقفار يمكن تعزيز تكون خلايا عصبية جديدة في مناطق أخرى في الدماغ مثل القشرة المخية.
عادة ما تزرع الخلايا الجذعية العصبية في المختبر في بيئة متخصصة تعرف بنيوروسفير (neurosphere) وهي مجموعة غير متجانسة من الخلايا التي تحتوي على نسبة عالية من الخلايا الجذعية. يمكن زراعة هذه الخلايا لفترات طويلة من الوقت كما يمكنها التمايز إلى خلايا عصبية وأخرى دبقية لذا فلها نفس مزايا الخلية الجذعية. ولكن أظهرت بعض الدراسات الحديثة أن سلوك هذه الخلايا يتأثر بظروف بيئة الخلايا الأصلية، حيث أن سلالة الخلايا الجذعية تخضع لعدد محدد من دورات التكاثر في الجسم الحي. كما أن الخلايا الناشئة من النيوروسفير لا تتصرف كخلايا جذعية عند إعادة زراعتها في المخ.
تتشارك الخلايا الجذعية العصبية العديد من المزايا مع الخلايا الجذعية المكونة للدم فعندما يتم حقنها في الدم، تتمايز الخلايا الناشئة في النيوروسفير إلى مجموعة متنوعة من خلايا الجهاز المناعي.

### خلايا الشم الجذعية البالغة
تم بنجاح عزل خلايا الشم الجذعية البالغة من الخلايا المخاطية في الإنسان التي تبطن الأنف والمسئولة عن حاسة الشم. يمكن لهذه الخلايا أن تشبه الخلايا الجذعية الجنينية في قدرتها على التمايز إلى أنواع عديدة من الخلايا إذا توفرت لها البيئة الكيميائية المناسبة. يمكن استخدام خلايا الشم الجذعية في المسائل العلاجية كما يمكن عزلها بسهولة ومن دون إيذاء المريض وذلك بخلاف الخلايا الجذعية العصبية، وهذا يعني أن بإمكان الجميع الاستفادة منها ومن بينهم المرضي الكبار الذين هم بحاجة ماسة إلى العلاج باستخدام الخلايا الجذعية.

### خلايا القرنة العصبية الجذعية
تحتوي بصيلات الشعر على نوعين من الخلايا الجذعية أحدها يشبه بقايا الخلايا الجذعية للقرنة العصبية الجنينية، كما وجدت خلايا مماثلة لها في القناة الهضمية والعصب الوركي والقلب والعقد الشوكية والسمبثاوية. إضافة إلى ذلك، يمكن لهذه الخلايا تكوين خلايا عصبية جديدة وخلايا شوان وخلايا ليفية وغضروفية وصباغية.

### خلايا الخصية
تنشأ الخلايا الجذعية المتعددة القدرات التي تماثل الخلايا الجذعية الجنينية من خلايا المنسليات المنوية الموجودة في الخصيتين وذلك وفقا للتجارب التي أجراها العلماء في ألمانيا والولايات المتحدة على فئران التجارب. وبعد عام، أكد الباحثون في ألمانيا والمملكة المتحدة ذلك باستخدام خلايا من خصيتي الإنسان، تعرف تلك الخلايا بالسلالة المنشئة الجذعية في الإنسان.
كما تنشأ الخلية الجذعية متعددة القدرات من الخلية الجرثومية الموجودة في خصيتي الإنسان.

## العلاج بالخلايا الجذعية البالغة
تعد القدرات العلاجية للخلية الجذعية البالغة مركز اهتمام العديد من الأبحاث العلمية وذلك لإمكانية عزل هذه الخلايا عند المرضى. تمتلك الخلايا الجذعية البالغة القدرة على التمايز إلى أكثر من نوع من الخلايا تماما مثل الخلايا الجذعية الجنينية، إلا أنها تختلف عنها في أنها عادة ما تقتصر على أنواع محددة من الخلايا أو السلالات. إن قدرة الخلايا الجذعية على التمايز وإنتاج خلايا من سلالة مختلفة تعرف بمرحلة ما بعد التمايز، حيث تتفاوت الخلايا في قدرتها على تحقيق هذه المرحلة كما لا يوجد دليل على حدوث أي تحول. لذا يتطلب العلاج بالخلايا الجذعية البالغة استخدام سلالة معينة من الخلايا الجذعية، كما أن عزلها وتكاثرها إلى العدد المطلوب قد يمثل تحديا.

### التطبيقات الإكلينيكية
استخدم العلاج بالخلايا الجذعية البالغة لسنوات عديدة وذلك لمعالجة اللوكيميا وغيرها من سرطانات الدم والعظام التي تتطلب زراعة النخاع العظمي. ولا يعد استخدام الخلايا الجذعية البالغة في الأبحاث والعلاج أمرا مثيرا للجدل كما هو الحال مع استخدام الخلايا الجذعية الجنينية وذلك لأن إنتاج الخلايا الجذعية البالغة لا يتطلب تدمير الجنين. لذا فان دعم الحكومة الأمريكية للأبحاث في هذا المجال يقتصر على أبحاث الخلايا الجذعية البالغة.
تركز التطبيقات المبكرة لتكاثر الخلايا الجذعية على حقن سلالات الدم المعروفة بالخلايا الجذعية المكونة للدم في الوريد. بينما تركز التطبيقات التجارية الأخرى على الخلايا الجذعية اللحمية المتوسطية. وفي كلا النوعين، يعد الحقن المباشر أو زراعة الخلية في الموقع الذي يحتاج إلى العلاج من أفضل أساليب العلاج. علاوة على ذلك، نشرت تقارير لحالات إكلينيكية في مجال جراحة العظام، حيث قام واكيتاني بنشر سلسلة تقارير لتسعة حالات خمسة منها تعاني من عيب في الركبة وتتطلب زراعة خلايا جذعية لحمية متوسطية إضافة إلى تغطية الغضروف المعالج. كما ذكر عدد من الباحثون أن التصوير بالرنين المغناطيسي كشف عن زيادة في حجم غضروف الركبة في الحالات الفردية لدى البشر. تجرى معظم من أساليب العلاج القائم على استخدام الخلايا الجذعية خارج الولايات المتحدة وذلك مع تزايد الجدل القائم على ضرورة فرض المزيد من القوانين نظرا لميل الدراسات إلى المبالغة في وصف مدى نجاح تجاربها أو تقليلها للمخاطر المترتبة عليها وحتى تجاهلها.

### أول زراعة لعضو بشري نشأ من خلايا جذعية بالغة
في عام 2000 أول زراعة لعضو بشري نشأ من خلايا جذعية بالغة، وقد أجرى العملية باولو ماشياريني رئيس الجراحين في مستشفى برشلونة وذلك على كلوديا كاستيلو الكولومبية التي فقدت قصبتها الهوائية نتيجة لإصابتها بالسل. أخذ الباحثون في جامعة برادوا وجامعة بريستول وكلية التقنية في ميلانو جزءا من قصبة هوائية من جسم متبرع وقاموا بتجريدها من أية خلايا قد تتسبب برد فعل من الجهاز المناعي. ثم قاموا بزراعة خلايا جذعية مأخوذة من النخاع العظمي للسيدة كاستيلو فنما جزء جديد من القصبة الهوائية في المختبر في غضون أربعة أيام. زرع هذا الجزء الجديد في القصبة الرئيسية اليسرى لدى المريضة. ونظرا لكون الخلايا الجذعية مأخوذة من النخاع العظمي للمريضة لم ير البروفسور ماشياريني أية ضرورة لإعطائها أدوية مثبطة للمناعة، وحين نشرت العملية في مجلة لانسيت الطبية بعد أربعة أشهر لم يظهر الجهاز المناعي في جسم المريضة أية علامات لرفض العضو المزروع.

## الخلايا الجذعية البالغة والسرطان
زاد في السنوات الأخيرة تقبل فكرة استخدام الخلايا الجذعية البالغة، حيث ظهرت فرضية مفادها أن الخلايا الجذعية موجودة في العديد من الأنسجة البالغة وأن هذا المخزون الفريد من الخلايا ليس مسئولا عن عمليات التكاثر والتجدد فحسب بل له دور رئيسي في التغيرات الجينية والوراثية التي يترتب عليها عدد من النتائج منها السرطان.
1. ↑  "معلومات عن خلية جذعية بالغة على موقع jstor.org". jstor.org. مؤرشف من الأصل في 2020-03-12.
2. ↑  "معلومات عن خلية جذعية بالغة على موقع meshb.nlm.nih.gov". meshb.nlm.nih.gov. مؤرشف من الأصل في 2019-06-30.
3. ↑  "معلومات عن خلية جذعية بالغة على موقع britannica.com". britannica.com. مؤرشف من الأصل في 2015-09-21.

## وصلات خارجية
- NIH Stem Cell Information Resource, مصدر أبحاث الخلية الجذعية
- UMDNJ Stem Cell and Regenerative Medicine,
- Stem cell research pros and cons